# Trichobaptria latifasciaria
Trichobaptria latifasciaria är en fjärilsart som beskrevs av John Henry Leech 1897. Trichobaptria latifasciaria ingår i släktet Trichobaptria och familjen mätare. Inga underarter finns listade i Catalogue of Life.